# Saint-Thibault (Aube)
Saint-Thibault é uma comuna francesa na região administrativa de Grande Leste, no departamento de Aube. Estende-se por uma área de 11,71 km². Em 2010 a comuna tinha 555 habitantes (densidade: 47,4 hab./km²).